# Хамби-Ирзи
Хамби-Ирзи (чечен. Хаьмбин-Ирзе) — село в Ачхой-Мартановском районе Чеченской Республики. Административный центр Хамби-Ирзинского сельского поселения.

## География
Село расположено на правом берегу реки Сунжа, в 18 км к северо-востоку от районного центра Ачхой-Мартан и в 20 км к юго-западу от Грозного.
Ближайшие населённые пункты: на северо-западе — село Закан-Юрт, на северо-востоке — село Алхан-Кала, на юго-востоке — село Гехи, на юго-западе — село Валерик, на востоке — село Кулары, на западе — село Шаами-Юрт.

## История

### Ранний период
При раскопках в селении обнаружена пряжка «типа Исти-су» периода Кобанской культуры, учёные датируют её VI—V веками до нашей эры. В 2024 году тут также проводились археологические раскопки, обнаруженные находки датируются V—VII веками нашей эры. В результате раскопок было обнаружено большое число костей домашних животных, что позволило учёным получить новые сведения о хозяйственном быте и рационе местного населения в описываемый период. В 2022 году на юго-западе селения обнаружено поселение аланской культуры периода раннего средневековья.

### XX век
В 1944 году, после выселения чеченцев и ликвидации ЧИ АССР, селение Хадис-Юрт было переименовано в Лермонтово.
В 1958 году указом Президиума Верховного Совета РСФСР селение Лермонтово было переименовано в Лермонтов-Юрт.
Постановлением Президиума Верховного Совета ЧИАССР от 14 августа 1989 года село было переименовано в Хамби-Ирзе.

## Население
| 1990  | 2002  | 2010  | 2012  | 2013  | 2014  | 2015  |
| ----- | ----- | ----- | ----- | ----- | ----- | ----- |
| 2144  | ↗3123 | ↗3297 | ↗3414 | ↗3486 | ↗3545 | ↗3575 |
| 2016  | 2017  | 2018  | 2019  | 2020  | 2021  | 2023  |
| ↗3667 | ↗3727 | ↗3784 | ↗3852 | ↗3892 | ↘3870 | ↗3952 |
| 2024  |       |       |       |       |       |       |
| ↗4005 |       |       |       |       |       |       |